# Локателли, Пьетро
Пьетро Антонио Локателли (итал. Pietro Antonio Locatelli; 3 сентября 1695, Бергамо — 30 марта 1764, Амстердам, Нидерланды) — итальянский скрипач-виртуоз и композитор, один из крупнейших представителей итальянской скрипичной школы XVIII века. Ввёл в скрипичную технику новаторские приёмы игры. Его цикл концертов «Искусство скрипки» оказал значительное влияние на последующее развитие скрипичного искусства.

## Биография
Проявив ещё ребёнком незаурядные способности в игре на скрипке, Локателли был отправлен в Рим для учёбы под руководством Арканджело Корелли. Там он работал капельмейстером, а в 1725 году занял эту же должность в Мантуе. О его жизни и деятельности сохранилось очень мало сведений, однако известно, что после многолетних концертных гастролей по городам Европы (Венеция, Мантуя, Берлин, Мюнхен, Дрезден, Кассель) он в 1729 поселился в Амстердаме, где занимался педагогической деятельностью. Среди его учеников был Жан-Мари Леклер.
Для своего времени Локателли был человеком экстраординарным. Жизнь в буржуазно-республиканском Амстердаме с 1709 года, очевидно, наложила свой отпечаток на его характер: он не стал придворным музыкантом, хотя виртуозу его ранга были открыты все двери. Его гордый нрав хорошо рисует случай, происшедший в Берлине в 1728 году. После концерта Локателли король Фридрих Вильгельм послал ему гонорар в 20 талеров, которые тут же были подарены артистом в качестве «чаевых» принесшему их придворному. Удивлённому королю курфюрст Саксонии Фридрих Август, привезший скрипача, объяснил, что Локателли не привык к столь малым вознаграждениям. После следующего выступления виртуозу была преподнесена золотая чаша с дукатами. «Вы так щедры, — сыронизировал король, — что на этот раз „чаевые“ за мой подарок я хотел бы заслужить сам». На что Локателли почтительно, но с явной насмешкой ответил: «О! Подарок из рук короля имеет такую ценность, что на этот раз я не смог бы с ним расстаться».
После смерти Локателли осталась собранная им коллекция музыкальных инструментов, художественных произведений, изданных и рукописных музыкальных сочинений, книг по философии, теологии, орнитологии, топографии и истории: свидетельствующих о широком круге его интересов.

## Творчество

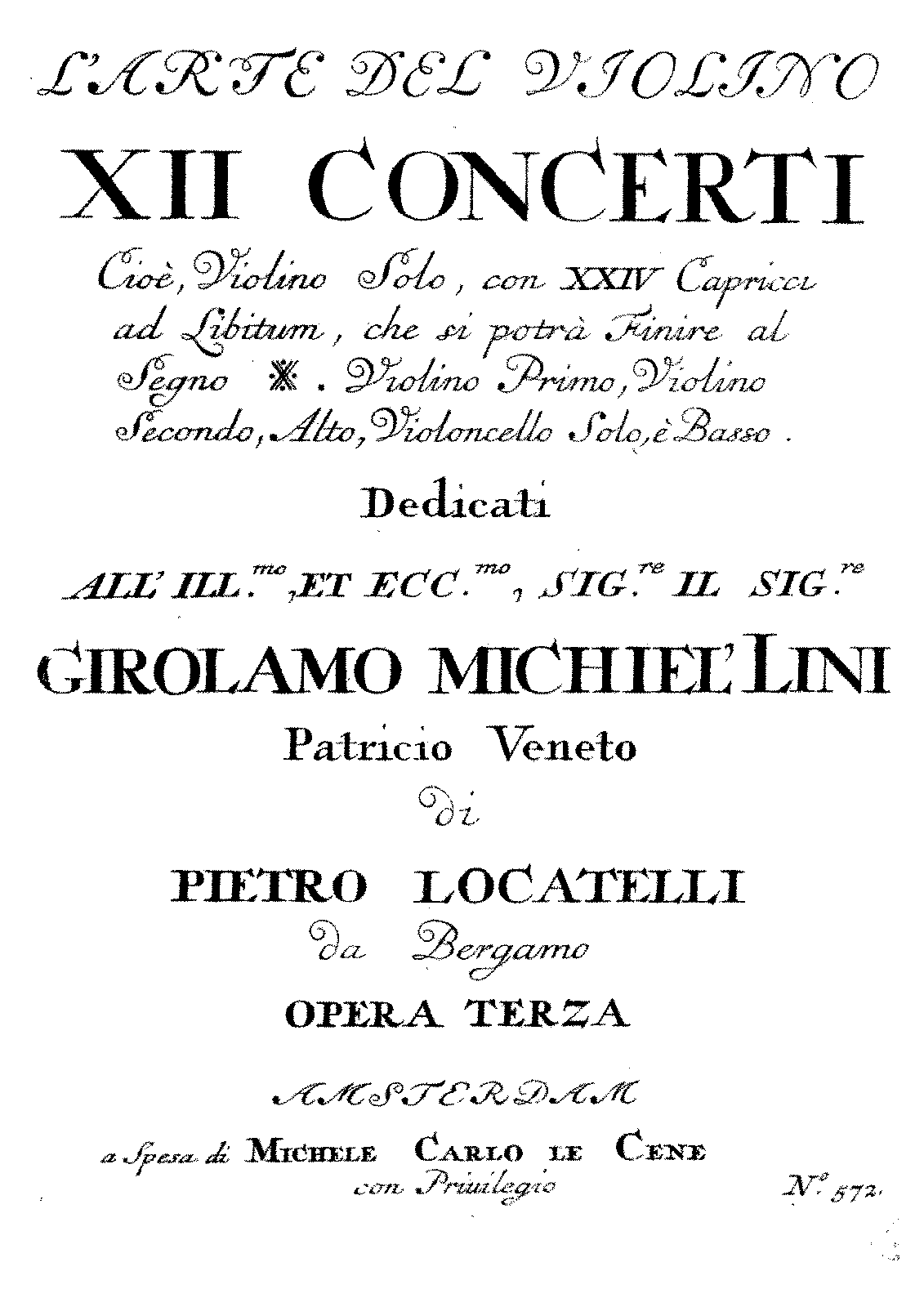
«Искусство скрипки» (издание 1733 года)

Локателли — автор многочисленных произведений в традициях позднего барокко. В то же время экспрессивность его музыкального стиля и выразительность мелодики отчасти предвосхищают стилистику романтизма.
Капитальным сочинением Локателли является цикл «Искусство скрипки» (L’arte del violino, 1733), содержащий 12 сольных концертов, включающих в себя 24 длинных каденции в форме каприччо (состав концертов: скрипка соло, две скрипки, альт, виолончель и бассо континуо). Технические новшества, введённые им в этом цикле, равно как и сама форма каприччо, получили дальнейшую разработку в творчестве Родольфа Крейцера, Пьера Роде и Никколо Паганини.
Имя Локателли связано также с развитием сонатной формы. Он считается одним из первых представителей программной инструментальной музыки (скрипичный концерт № 6 «Плач Ариадны», «Траурная соната» и др.).